# Bridgeport (Kalifornia, Mono megye)
Bridgeport statisztikai település az Amerikai Egyesült Államok Kalifornia államában, Mono megyében, melynek megyeszékhelye is. Lakosainak száma 553 fő (2020. április 1.).

## Népesség
A település népességének változása:

| 2010 | 575 |
| 2020 | 553 |